# Lidé a Země
Lidé a Země (původně Lidé a země) je měsíčně vydávaný časopis, který patří mezi nejstarší kontinuálně vydávaná periodika v Česku. První výtisk byl publikován 21. dubna 1952. Obsah časopisu tvoří především cestopisné reportáže z celého světa. Vydavatelem časopisu je nakladatelství Czech News Center (dříve Ringier). V lednu 2021 prošel magazín významnou proměnou - zvětšil se jeho formát, změnilo se logo i celková grafická podoba. 
V prvním a druhém čtvrtletí roku 2020, tedy v období poznamenaném koronavirovou pandemií, byl průměrný prodaný náklad 12 394 výtisků a průměrná čtenost 156 000 čtenářů.